# سيبر أفيلا
سيبر أفيلا (بالإسبانية: Ceiber Ávila) (مواليد 26 مايو 1989) هو ملاكم كولومبي، مثّل بلاده في الألعاب الأولمبية الصيفية 2016.

## روابط خارجية
سيبر أفيلا على موقع أوليمبيديا (الإنجليزية)